# Mirages (film, 1928)
Cet article concerne le film de King Vidor. Pour le film d'Alexandre Ryder, voir Mirages.
Pour les articles homonymes, voir Mirage (homonymie).
Pour plus de détails, voir Fiche technique et Distribution.
Mirages (Show People) est un film américain réalisé par King Vidor, sorti en 1928.

## Synopsis
Peggy Pepper arrive à Hollywood avec son père, le colonel Pepper. Par une agence de casting, elle décroche un petit rôle et rencontre l'acteur comique Billy Boone qui lui obtient des rôles plus importants, toujours dans le registre de la comédie. Or Peggy veut devenir une grande actrice dramatique. Un nouveau contrat lui permet de devenir la partenaire, sous le nom de Patricia Pepoine, de l'acteur dramatique André Telfair. Se croyant « arrivée », elle snobe désormais Billy.

## Fiche technique
- Titre original : Show People
- Titre français : Mirages
- Réalisation : King Vidor
- Scénario : Agnes Christine Johnston (en) et Laurence Stallings
  - Continuité scénaristique : Wanda Tuchock
  - Intertitres : Ralph Spence
- Décors : Cedric Gibbons
- Costumes : Henrietta Frazer
- Photographie : John Arnold, assisté notamment de Gordon Avil (non crédité)
- Montage : Hugh Wynn
- Musique : William Axt, David Mendoza,
  - Paroles de la chanson Cross Roads : Raymond Klages
  - Resortie de 1982 : Carl Davis
- Production : Irving Thalberg
- Sociétés de production : Cosmopolitan Productions, Metro-Goldwyn-Mayer Corporation
- Société de distribution : Metro-Goldwyn-Mayer Distributing Corporation
- Pays de production :  États-Unis
- Langue originale : anglais (intertitres)
- Format : noir et blanc - 1,20:1 - Film muet avec musique et effets sonores - 35 mm
- Genre : Comédie
- Durée : 83 minutes
- Date de sortie :
  - États-Unis : 11 novembre 1928

## Distribution

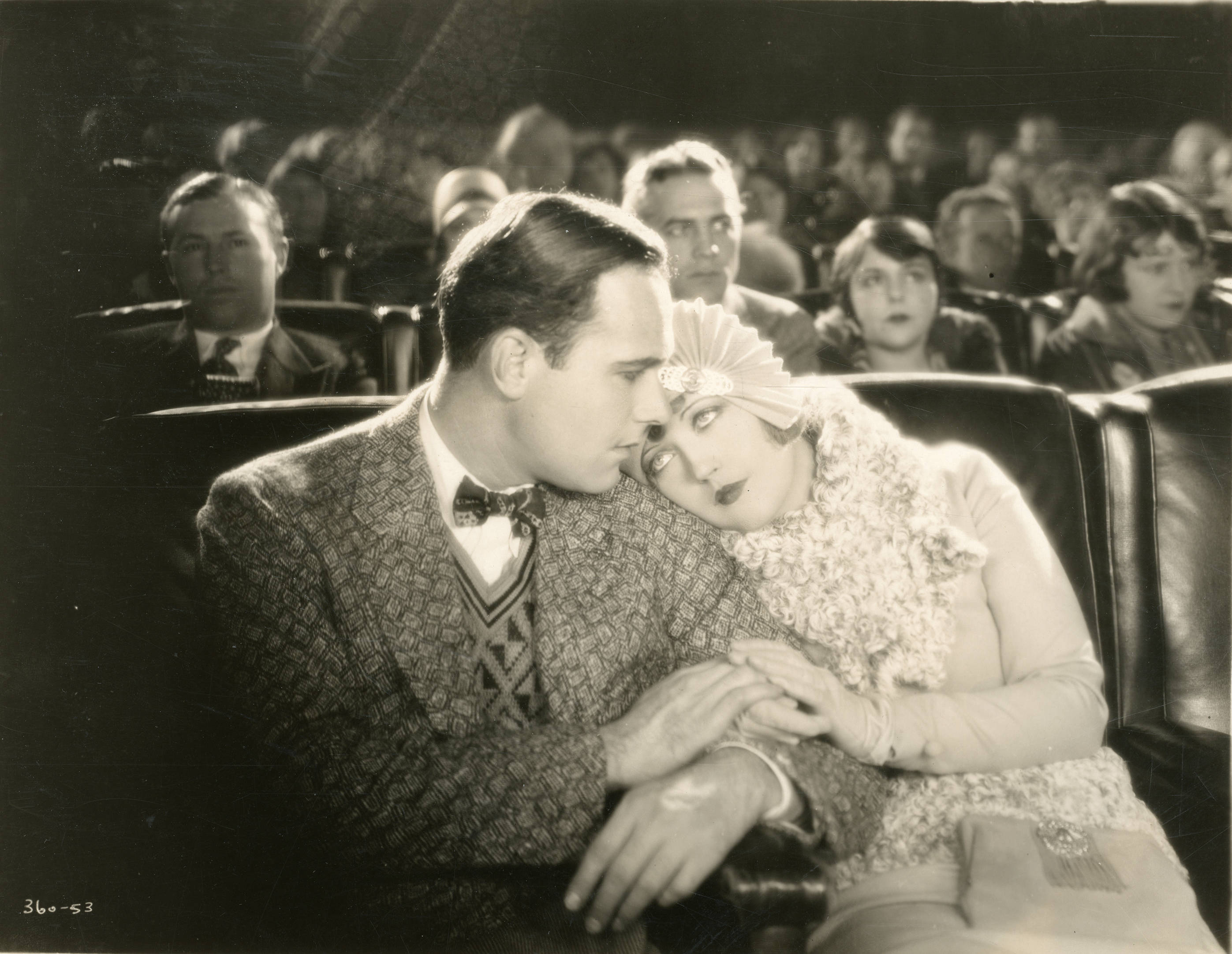
Marion Davies et William Haines dans une scène du film.

- Marion Davies[1] : Peggy Pepper / Patricia Pepoire (et elle-même, rencontrée par Peggy)
- William Haines : Billy Boone
- Dell Henderson : le Colonel Pepper / le Général Marmaduke Oldfish Pepper
- Paul Ralli : André Telfair / André de Bergerac, comte d'Avignon
- Tenen Holtz (en) : le directeur de casting
- Harry Gribbon : Jim, le réalisateur de comédies
- Sidney Bracey : le réalisateur de films dramatiques
- Polly Moran : la domestique de Peggy
- Albert Conti : le producteur

Non crédités : 
- Ray Cooke : l'assistant-réalisateur
- Bess Flowers
- Pat Hamon : le portier des Studios
- Lillian Lawrence et Dorothy Vernon : deux comédiennes au banquet
- Kalla Pasha (en) : le chef comique
- Bert Roach : un homme dans la salle d'attente, à l'agence de casting
- Rolfe Sedan : le photographe-portraitiste, pendant l'interview de Patricia
- Coy Watson (en) : un jeune messager au banquet

Caméos non crédités, dans leurs propres rôles :
- Renée Adorée, George K. Arthur, Karl Dane, Douglas Fairbanks, William S. Hart, Leatrice Joy, Rod La Rocque, Mae Murray, Louella Parsons, Aileen Pringle, Dorothy Sebastian, Norma Talmadge, Estelle Taylor et Claire Windsor : invités de la séquence du banquet
- Eleanor Boardman : séquence d'archive : extrait de Bardelys le magnifique - 1926 - de King Vidor
- Charlie Chaplin : rencontre Peggy et lui demande un autographe
- Lew Cody et Elinor Glyn : aux Studios High Art
- John Gilbert : à l'entrée des studios, au début du film, et dans la séquence d'archive pré-citée
- King Vidor : réalisateur d'une séquence de tournage, à la fin du film

## Autour du film
- Le scénario est inspiré de la vie de Gloria Swanson, qui avait débuté dans les Bathing Beauties de Mack Sennett. « Il y avait quelqu'un qui nous faisait beaucoup rire à l'époque, Laurence Stallings et moi, c'était Gloria Swanson.(...) Nous nous sommes inspirés de sa carrière », King Vidor, Positif N°161, septembre 1974.
- Mirages donne un premier rôle majeur à Marion Davies, qui sera en 1941 brocardée par Orson Welles dans Citizen Kane[2] (s'inspirant de la vie du patron de presse William Randolph Hearst, dont l'actrice était la compagne). Plusieurs acteurs connus de l'époque font des apparitions dans leurs propres rôles.
- La Bibliothèque du Congrès (Washington) classe Show People au National Film Registry[3] en 2003 à titre conservatoire, pour sa contribution à l'histoire du cinéma.